# エミリー・サジェ
エミリー・サジェ(Émilie Sagée)は、1800年代のフランス人で、幽体離脱、ドッペルゲンガー現象、またはバイロケーションを起こしたといわれる人物。心霊現象や超常現象関連の多くの書籍で、先の現象の実例として取り上げられており、都市伝説の一つとして語られることもある。

## 概要
1845年。当時32歳のサジェは、ラトビアのリヴォニアにある名門校に教師として赴任した。間もなく生徒たちが「サジェ先生が2人いるように見える」と言い出した。教師たちは生徒の空想として取り合わなかったものの、10人以上の生徒がそう言い出したため、集団幻覚か、それとも本当にサジェが2人いるのかと驚くことになった。以下では本人のほかに、もう1人現れたといわれるサジェのことを便宜上「分身」として記述する。
生徒たちの証言によれば、あるときサジェが黒板に字を書いていると、分身が現れ、黒板に書く仕草をしていた。ある生徒がサジェと並んで鏡の前に立つと、鏡にはサジェが2人映っており、生徒は恐怖のあまり卒倒した。後に生徒たち以外の目撃者も現れ、給仕の少女が、食事中のサジェのそばで分身が食事の仕草をしている光景を目の当たりにし、悲鳴を上げた。この分身はやがてサジェのそばのみならず、サジェから離れた場所でも目撃されるようになった。
あるとき、42人もの生徒が同時に分身を目撃する事件が発生した。生徒たちのいる教室にサジェがおり、すぐ窓の外の花壇にもサジェがいたというのである。勇気のある生徒が、どちらが本物のサジェかと、室内のサジェに触れたところ、柔らかい布のようでまるで手ごたえがなかった。このとき、花壇にいるサジェはぼんやりとした様子だった。やがて室内のサジェが消え、花壇のサジェは普段通り動き始めたため、花壇のほうがサジェ本人だとわかったという。
このような分身の事件は、1年以上にもわたって続いた。生徒たちの噂話に困惑した学校の理事たちは、サジェを問いただしたが、サジェ自身には分身の自覚がなく、学校側同様に本人もこの現象に悩んでいた。
多くの生徒はこの分身の現象をむしろ面白がっていたものの、彼らの父兄は決してそうではなく、このような奇妙な教師のいない別の学校へ転校させる親が続出した。サジェは教師としては優秀であったが、学校側はこの事態を軽視できず、やむなくサジェを解雇した。
その後もサジェの赴任先では同じことが起き、20回近くも職場を転々とした挙句、とうとう赴任先がなくなったサジェは、義妹のもとへ身を寄せた。そこでも分身は現れ、子供たちが「おばさんが2人いる」と面白がっていたという。

## 備考
アメリカの女流作家であるヘレン・マクロイは、このサジェの事件をモチーフとして小説『鏡もて見るごとく』『暗い鏡の中に』を執筆している。